# Sandusky (Ohio)

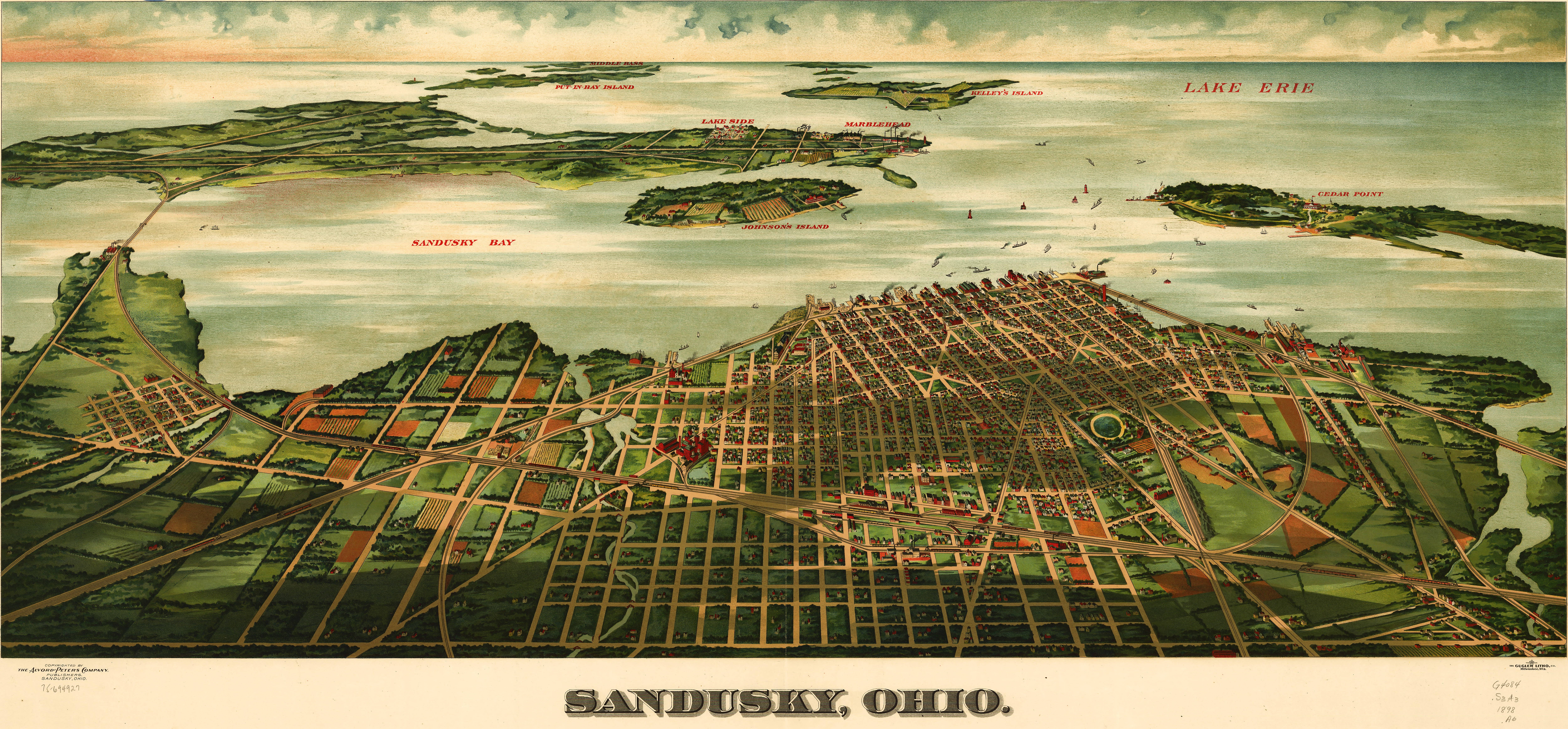
Mapa de Sandusky en 1898

Sandusky es una ciudad ubicada en el condado de Erie en el estado estadounidense de Ohio. En el Censo de 2010 tenía una población de 25793 habitantes y una densidad poblacional de 454,72 personas por km². Se encuentra a la orilla del lago Erie.
Sansusky es conocida por albergar al parque de atracciones Cedar Point, que se encuentra en una península.

## Geografía
Sandusky se encuentra ubicada en las coordenadas 41°27′21″N 82°42′52″O / 41.45583, -82.71444. Según la Oficina del Censo de los Estados Unidos, Sandusky tiene una superficie total de 56,72 km², de la cual 25,19 km² corresponden a tierra firme y el 55,59%, 31,53 km², es agua.

## Demografía
Según el censo de 2010, había 25.793 personas residiendo en Sandusky. La densidad de población era de 454,72 hab./km². De los 25.793 habitantes, Sandusky estaba compuesto por el 70,4% blancos, el 22,04% eran afroamericanos, el 0,4% eran amerindios, el 0,58% eran asiáticos, el 0,02% eran isleños del Pacífico, el 1,05% eran de otras razas y el 5,5% pertenecían a dos o más razas. Del total de la población el 4,9% eran hispanos o latinos de cualquier raza.

## Urbanismo
La ciudad original tiene calles en forma de escuadra y compás relacionado con la masonería por varios autores. Este diseño se conoce hoy como Kilbourne Plat (plano de Kilbourne) por su diseñador Hector Kilbourne.